# Marie Vetsera
 (avril 2017).
Si vous disposez d'ouvrages ou d'articles de référence ou si vous connaissez des sites web de qualité traitant du thème abordé ici, merci de compléter l'article en donnant les références utiles à sa vérifiabilité et en les liant à la section « Notes et références ».
Marie Vetsera, de son nom complet Marie Alexandrine von Vetsera, dite « Mary », née à Vienne le 19 mars 1871 et morte à Mayerling le 30 janvier 1889, est une noble autrichienne et la dernière des maîtresses de l'archiduc Rodolphe d'Autriche. Elle meurt dans des circonstances mystérieuses aux côtés de l'archiduc dans le pavillon de chasse de Mayerling.

## Biographie

### Famille
Son père, le baron Albin de Vetsera, noble grec, ancien diplomate attaché à l'ambassade autrichienne auprès de la cour ottomane, est administrateur des biens du sultan de Constantinople. Sa mère, Hélène Baltazzi, était la fille du banquier Théodore Baltazzi et de sa seconde épouse Elizabeth Sarell (également parents d'Elizabeth, Lady Nugent). La famille Baltazzi, phanariote de souche vénitienne, richissime, est composée de quatre frères, fondateurs du Jockey Club de Vienne et de quatre sœurs, personnages très en vue par leur vie sociale et leurs mariages :
- Aristide marié à la comtesse Maria-Theresia von Stockau, nièce du comte Georg von Stockau, époux d'Evelyne Baltazzi ;
- Alexandre, célibataire ;
- Hector, chevalier Baltazzi (marié à la comtesse Anna von Ugarte, puis divorceront. Son fils naturel fut le grand directeur d'orchestre Clemens Krauss (1893-1954) qui utilisa le nom de famille de sa mère Clementine Krauss ;
- Heinrich, marié à la baronne Paula Scharschmid von Adlertreu ; leur descendance porte le titre de Baron von Baltazzi-Scharschmid ;
- Marie Virginie, qui épousera successivement le comte von Saint-Julien et le comte Otto von Stockau ;
- Évelyne, comtesse Georges von Stockau ;
- Charlotte, baronne Georges Erdödy von Monyorókerék und Monoszló ;
- Julia (1861-1869).

Malgré leurs origines aristocratiques de patricien de l'île de Chios et le fait que la grand-mère d'Hélène Vetsera appartenait à la très ancienne famille Mavrogoratos de Smyrne, les Baltazzi n'avaient pas l'Hoffähigkeit, c'est-à-dire les seize quartiers de noblesse exigés par la Cour de l'Empire des Habsbourg. Il ne s'agissait pas seulement d'étiquette mais du système de la Hofburg. Cependant, les Baltazzi jouissaient de l'amitié particulière de l'impératrice Élisabeth, toujours anticonformiste, qui les recevait au château de Gödöllő en Hongrie. Dès l'été 1886, la maison Vetsera est fréquentée par toute l'aristocratie autrichienne. Suivant la tradition anglaise imposée par sa grand-mère, Marie Vetsera était appelée « Mary » (l'anglais était l'une de ses langues maternelles).

### Liaison avec l'archiduc Rodolphe
En avril 1888, Mary aperçoit le prince héritier Rodolphe au Prater, puis à Freudenau à l'occasion d'une course de chevaux . Plus tard le Prince de Galles, grand ami des Baltazzi, avouera à sa mère la reine Victoria que c'est lui qui avait fait les présentations dans la loge impériale. Tombée amoureuse de Rodolphe, Marie, qui vient d'avoir 17 ans, essaie d'attirer l'attention de l'archiduc trentenaire, et sollicite pour cela l'aide de la comtesse Marie-Louise Larisch von Moennich qui avait autrefois été la maîtresse de son oncle Heinrich Baltazzi, et qui est restée une bonne amie de sa mère Hélène. En effet, la comtesse Larisch n'est autre que la nièce morganatique de l'Impératrice Élisabeth, ce qui fait d'elle la cousine germaine de Rodolphe, et par conséquent un appui important pour la jeune Marie.
Marie écrit alors une lettre au prince héritier et celui-ci lui accorde à l'automne 1888 un rendez-vous au Prater par l'intermédiaire de la comtesse Larisch. Débute alors une relation amoureuse qui va peu à peu devenir intime. Chaque soir lorsque la baronne Hélène rentre tard, un fiacre attend la jeune Marie devant chez elle afin de la conduire à la Hofburg chez l'archiduc. Il paraît aujourd'hui probable que Marie Vetsera était enceinte de quatre ou cinq mois fin janvier 1889, même si on a souvent dit que sa première relation physique avec Rodolphe eut lieu le 13 janvier 1889.

### Décès
Elle est retrouvée morte auprès de son amant le matin du 30 janvier 1889 au pavillon de chasse de Mayerling. Enterrée le 1er février 1889 à Heiligenkreuz, elle ne recevra des funérailles et une sépulture décentes que longtemps après sa mort. Comme beaucoup d'autres, sa sépulture a été profanée en 1945 par des soldats soviétiques à la recherche de bijoux, puis sa dépouille exhumée en 1959 à des fins scientifiques. En 1991, Helmut Flatzelsteiner, marchand de meubles de Linz, exhuma à nouveau le corps afin d'élucider les causes de sa mort. Voulant vendre les résultats de l'autopsie et le squelette à un journaliste, Flatzelsteiner est arrêté et les restes sont réinhumés le 28 octobre 1993. Le drame de Mayerling est sans aucun doute un suicide mais a donné naissance à toute une littérature romantique ainsi que des pièces de théâtre et des longs métrages, périodiquement alimentée par des « révélations ».

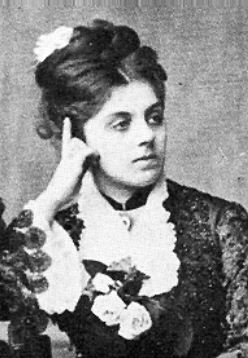
Hélène Baltazzi, mère de Marie Vetsera.
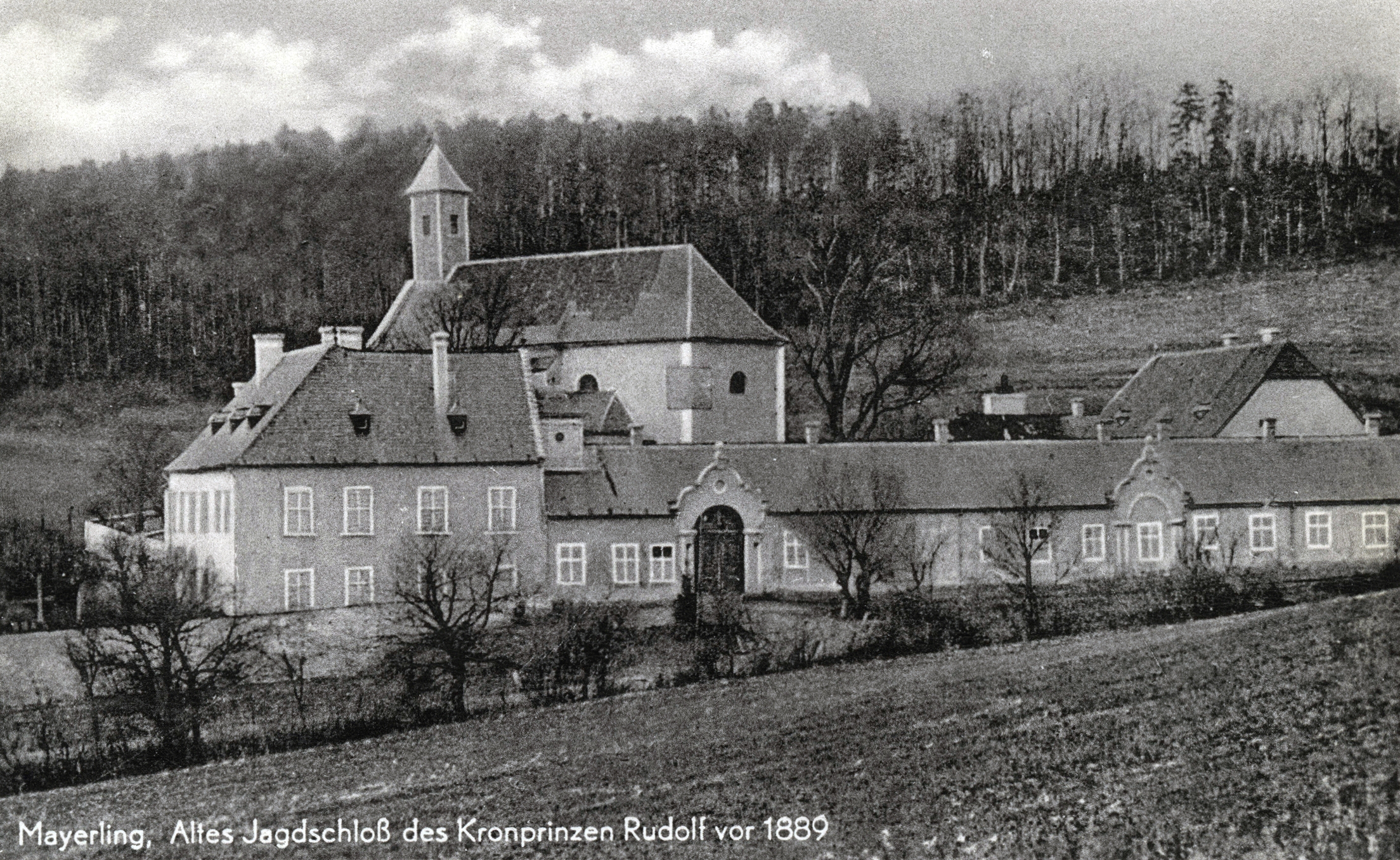
Pavillon de chasse de Mayerling, avant 1889.
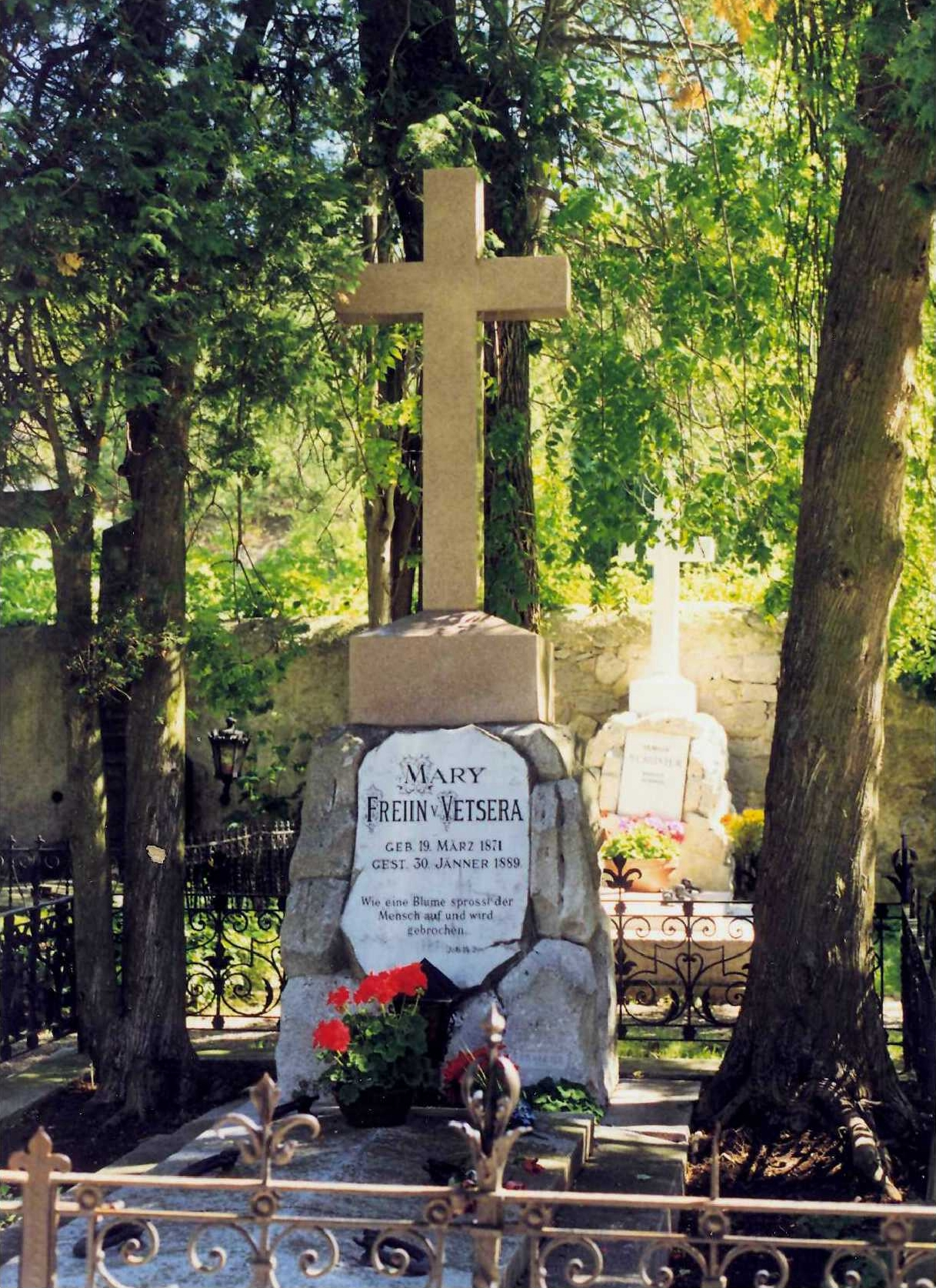
Heiligenkreuz, le tombeau de Marie von Vetsera.

En 2015, trois lettres d'adieu de Marie Vetsera, adressées à sa mère Hélène, à sa sœur Hanna et à son frère Feri, ont été découvertes dans un coffre de la banque autrichienne, Schoellerbank (de), à Vienne, par son archiviste,. Les lettres et divers documents officiels avaient été déposés à la banque Schoeller en 1926 et ont été remis officiellement à la Bibliothèque nationale autrichienne.

## Interprétation

### Cinéma
- Mayerling d'Anatole Litvak (1936). Son rôle est interprétée par Danielle Darrieux.
- Le Secret de Mayerling de Jean Delannoy (1949). Son rôle est interprétée par Dominique Blanchar.
- Vices privés, vertus publiques, de Miklós Jancsó (1976). Son rôle est interprétée par Teresa Ann Savoy.
- Mayerling de Terence Young (1968). Son rôle est interprétée par Catherine Deneuve.
- Prince Rodolphe : L'Héritier de Sissi, de Robert Dornhelm (2006). Son rôle est interprétée par Vittoria Puccini.

### Ballet
- Mayerling (1978), ballet de Kenneth McMillan. Son rôle est interprétée par Lynn Seymour lors de sa représentation à la Royal Opera House puis par la danseuse Dorothée Gilbert en 2022 lors de sa création française à l'Opéra Garnier.

### Autres
- Le drame de Mayerling, épisode de La caméra explore le temps (1964).